# Conseiller en économie sociale et familiale
 (avril 2013).
Si vous disposez d'ouvrages ou d'articles de référence ou si vous connaissez des sites web de qualité traitant du thème abordé ici, merci de compléter l'article en donnant les références utiles à sa vérifiabilité et en les liant à la section « Notes et références ».
Un conseiller en économie sociale et familiale (CESF) est, en France, un professionnel titulaire d'un diplôme d'État de « conseiller en économie sociale familiale » (DE CESF). Cette formation est ouverte aux étudiants niveau BAC+2 et pour les candidat(e)s ayant déjà obtenu un Brevet de technicien supérieur - Économie sociale et familiale (BTS ESF). Le D.E se prépare en un an et comprend 16 semaines de stage sur un site qualifiant. Il est notamment possible de préparer cette formation en IRTS ou par le CNAM en trois ans après le baccalauréat ou diplôme équivalent.
En dépit des 10 000 professionnels qui exercent en France dans différentes structures, ce métier est moins connu du grand public que d'autres professions du champ social telles qu'éducateur spécialisé ou assistant de service social.
Tout comme eux, les conseillers en économie sociale et familiale sont des travailleurs sociaux de niveau III. Si de nombreuses compétences sont partagées entre ces trois acteurs des affaires sociales, les aptitudes particulières du CESF résideront dans l'accent mis sur la gestion de la vie quotidienne, le rétablissement des droits et prestations aux personnes, ainsi que sur ses capacités à mener des activités collectives. 
Le/la conseiller(ère) aide prioritairement les personnes en difficulté bénéficiaires du RSA ainsi que les personnes handicapées sous tutelle désireuse et les gens du voyage à mieux conduire leur vie quotidienne et à refaire surface. Il peut ainsi être amené à organiser des ateliers d'alphabétisation, à mettre en place des systèmes d'aide aux devoirs ou à impulser des bourses aux vêtements en résumé, toute opération qui participera à sa mission d'éducation du quotidien à la vie sociale. 
Il peut être employé par différentes structures: les collectivités locales, office de HLM et les Sécurité sociale.

## Formation
Les CESF sont formés à l'application de 4 domaines de compétence
Domaine de compétence 1 : Conseil et expertise à visée socio-éducative dans le domaine de la vie quotidienne. Validé par un mémoire.
Domaine de compétence 2 : Intervention sociale d'intérêt collectif / intervention sociale d'aide à la personne. Validé par un dossier de pratique professionnelle comprenant un rapport de stage, une note d'analyse et une évaluation de la part du formateur terrain.
Domaine de compétence 3 : Communication professionnelle. Validé par CCF
Domaine de compétence 4 : Implications dans les dynamiques partenariales, institutionnelles et interinstitutionnelles. Validé par épreuves écrites
Les acquis liés aux domaines de compétence 3 et 4 sont communs avec les assistants de service social, les éducateurs spécialisés, les éducateurs de jeunes enfants et les éducateurs techniques spécialisés 

## La fonction
Le CESF est un travailleur social dont l'intervention consiste à aider et permettre le retour ou l'accès à l'autonomie pour différents publics (personnes ou familles rencontrant des difficultés d'ordre social ou financier, personnes âgées, handicapés, allocataires RSA, migrants...). Il mène ainsi un accompagnement social auprès de ces usagers, et peut mettre en place des projets en vue de proposer des services qui contribueront au développement des territoires.
Le conseiller en économie sociale familiale (CESF) est un travailleur social qualifié dont le cœur de métier est fondé sur une expertise dans les domaines de la vie quotidienne : consommation, habitat, insertion sociale et professionnelle, alimentation- santé. 
L'action du CESF s'inscrit dans un contexte économique et social marqué par la précarité, les difficultés budgétaires, les problèmes d’accès au logement, le surendettement, le chômage, les problématiques de vieillissement de la population, de dépendance, du handicap, de protection de l'enfance…  

## Champs d'action
- Diagnostic et accompagnement social (MASP)
- Budget familial, énergie
- Insertion socio-professionnelle (RSA, accès à l'emploi, chantiers d'insertion…)
- Prévention des dettes, instruction des dossiers de surendettement
- Aide financière ou alimentaire
- Mesures de protection (tutelle ou curatelle)
- Médiation (relations familiales, professionnelles, ou autre)
- Soutien administratif, accès aux droits
- Aide à l'accès et au maintien dans le logement
- Actions de formation, mise en place d'ateliers
- Développement local
- Santé, vieillesse, dépendances, santé mentale
- Réinsertion (suivi socio-éducatif en vue de la sortie des personnes incarcérées)
- Expertise technique dans les domaines du logement, de l'équipement, et de la gestion des énergies
- Sensibilisations aux problématiques sociales (dans les écoles, dans des séminaires…)
- Gestion d'équipes et recrutement dans les services d'aide à domicile (poste de coordinateur)

## Évolutions
Il est possible de poursuivre le cursus vers une formation de niveau I ou II avec le diplôme d'État en Ingénierie Sociale (DEIS) oule certificat d'aptitude aux fonctions de directeur d'établissement social (CAFDES).
Une formation particulière est également réalisable afin d'exercer comme mandataire judiciaire à la protection des majeurs, conseiller conjugal et familial  ou enseignant dans les matières liées au domaine social.
Le CESF peut accéder au fil de sa carrière à de nouvelles responsabilités en cumulant ses fonctions avec celles de conseiller technique ou bien responsables de circonscription.
Après plusieurs années d'expérience, il est possible de devenir conseiller socio-éducatif. Le contact avec le public est alors moins fréquent, l'essentiel du travail se recentrant sur l'encadrement d'équipes et la coordination des diverses actions mises en place.